# Quique Sánchez Flores
Enrique „Quique“ Sánchez Flores (* 2. Februar 1965 in Madrid) ist ein spanischer Fußballtrainer und ehemaliger Fußballspieler. Er ist der Neffe der verstorbenen spanischen Tänzerin und Schauspielerin Lola Flores.

## Spielerlaufbahn
In den 1980er-Jahren spielte Sánchez Flores als Verteidiger beim FC Valencia. 1994 wechselte er zu Real Madrid und erfüllte sich damit einen Kindheitstraum. Nach zwei Saisons in Madrid wechselte er für kurze Zeit zu Real Saragossa, ehe er als Betreuer die Jugendmannschaft von Real Madrid übernahm.
Sánchez Flores absolvierte insgesamt 15 Spiele für die spanische Nationalmannschaft. Sein Debüt feierte er mit 22 Jahren am 23. September 1987 gegen Luxemburg (2:0). 1990 gehörte er bei der Weltmeisterschaft zum spanischen Aufgebot, blieb aber ohne Einsatz. Seinen letzten Auftritt im Nationalteam hatte er am 20. Februar 1991 gegen Frankreich (1:3).

## Trainerkarriere
Vor der Saison 2004/05 wurde er vom Aufsteiger FC Getafe engagiert und belegte als Neueinsteiger im Trainergeschäft mit dem Klub den beachtlichen 13. Tabellenrang. Nach diesem Jahr bei Getafe wurde er vom FC Valencia als Nachfolger von Claudio Ranieri verpflichtet. In seiner ersten Saison (2005/06) erreichte er mit Valencia den 3. Platz in der Meisterschaft und qualifizierte sich damit für die UEFA Champions League 2006/07. Am 29. Oktober 2007 wurde er nach einer Serie von schwachen Resultaten vom FC Valencia entlassen. Im Mai 2008 unterschrieb er einen Zweijahresvertrag mit Benfica Lissabon. Allerdings wurde dieser bereits im Juni 2009 in beidseitigen Einvernehmen aufgelöst.
Ende Oktober 2009 wurde Sánchez Flores als neuer Trainer beim spanischen Erstligisten Atlético Madrid vorgestellt, der sich im Tabellenkeller befand. Er unterschrieb einen Einjahresvertrag. Am Ende derselben Saison feierte er mit dem Gewinn der UEFA Europa League 2010 seinen größten Erfolg als Trainer. Im Anschluss an die Saison 2010/11 gab Atlético die Trennung von Flores bekannt. Anfang November 2011 übernahm Sánchez Flores das Traineramt beim Verein al-Ahli Dubai in den Vereinigten Arabischen Emiraten. Nach zwei Jahren verließ er das Land, übernahm aber schon im September 2013 den Verein al-Ain, der sich im März 2014 von ihm trennte.
Nach dem Ende seiner Zeit in den Emiraten kehrte Sánchez Flores nach Spanien zurück und übernahm am 5. Januar 2015 das Traineramt beim Erstligisten FC Getafe, nachdem der vorherige Trainer Cosmin Contra nach China transferiert worden war. Dort trat er allerdings bereits am 26. Februar 2015 aus persönlichen Gründen wieder zurück. In der Saison 2015/16 trainierte er den englischen Aufsteiger und Erstligisten FC Watford.
Für die folgende Saison wechselte er wieder nach Spanien zu Espanyol Barcelona, wo er unter anderem seinen früheren Spieler José Antonio Reyes als Neuzugang verpflichtete.
Anfang September 2019 kehrte Sánchez Flores als Nachfolger von Javi Gracia zum seit Saisonbeginn auf einem Abstiegsplatz stehenden FC Watford zurück. Nach weniger als drei Monaten wurde er wieder freigestellt, nachdem in zehn Ligaspielen nur ein Sieg gelungen war und die Mannschaft nach dem 14. Spieltag mit 8 Punkten auf dem letzten Platz stand.
Von Oktober 2021 bis April 2023 war er erneut Cheftrainer beim FC Getafe.
Im Dezember 2023 übernahm er das Amt des Cheftrainers beim FC Sevilla. Zum Ende der Saison 2023/24 wurde sein Vertrag aufgelöst.

## Erfolge
Als Spieler
- Aufstieg in die Primera División: 1987
- Spanischer Meister: 1995

Als Trainer
- Taça da Liga: 2009
- UEFA Europa League: 2010
- UEFA Super Cup: 2010
- Copa-del-Rey-Finalist: 2010
- UAE Arabian Gulf Cup: 2012
- UAE President’s Cup: 2013